# Davi Cortes da Silva
Davi Cortes da Silva (Rio de Janeiro, 19 november 1963) is een Braziliaans voormalig voetballer die als verdediger speelde.

## Clubcarrière
Davi begon zijn carrière in 1982 bij Santos FC. Hij tekende in 1991 bij Verdy Kawasaki. In 1992 keerde hij terug naar Brazilië om te spelen voor América FC. Davi speelde tussen 1992 en 1997 voor América FC, Guarani FC en São José EC.

## Interlandcarrière
Davi nam met het Braziliaans voetbalelftal deel aan de Olympische Zomerspelen 1984.